# Wellfleet (Massachusetts)
Pour l’article homonyme, voir Wellfleet.
Wellfleet est une ville sur Cap Cod, dans l’État du Massachusetts, aux États-Unis. 
Ce nom est censé être dérivé de « whale fleet » (« la flotte de baleine »). 
Plus de 60 % du territoire de la ville est protégé par Cape Cod National Seashore qui y a ses sièges sociaux, et également par une zone protégée de la « Faune de Massachusetts Audubon Society » de 4,45 km². 
Wellfleet possède un certain nombre d'étangs d'eau douce (kettle ponds) qui ont résulté de l'activité d'un glacier. Son port, situé près du centre-ville, maintient sa réputation pour de grands mollusques et crustacés, en particulier des huîtres de Wellfleet 